# Kostel svatého Jiří (Petrovaradín)
Kostel svatého Jiří v Petrovaradíně (chorvatsky Crkva svetog Jurja) je největším a nejstarším místním katolickým kostelem. Nachází se na úpatí Petrovaradínské pevnosti. V jeho těsné blízkosti se nachází také klášter.[zdroj?] Kostel spadá pod Sremskou diecézi.[zdroj?]
Kostel byl zbudován v letech 1701–1714 (vysvěcen 20. května 1714) v barokním stylu. Za jeho výstavbu a rozvoj vděčí Petrovaradín především jezuitům, kteří se na ní aktivitně podíleli a i později kostel rozšiřovali a opravovali. Při kostelu byla v 18. století zřízena ještě církevní škola.
Věřící katolického vyznání přišli do oblasti po ústupu Turků, stvrzeném Karloveckým mírem. Nahradili tak muslimské osmanské obyvatelstvo, které se spolu s tureckým vojskem stáhlo jižně od řeky Sávy. Katolického vyznání byli především rakouští vojáci a úředníci.
Dne 16. října 1801 byl v tomto kostele pokřtěn budoucí bán Chorvatska Josip Jelačić. V letech 1838–1840 zde působil také chorvatský buditel Josip Juraj Strossmayer. Při příležitosti návštěv vojenské posádky v Petrovaradínu navštívili kostel svatého Jiří také i hlavy státu; císařové Josef II. a František Josef I.
Původní bílá fasáda kostela byla v letech 1941–1961 poničena sazemi od nedaleké železniční trati, po které jezdily parní vlaky.
Na průčelí chrámu se nachází socha Františka Xaverského, Jana Nepomuckého, reliéf Panny Marie s Ježíšem, stylizovaný kříž a pamětní deska chorvatského krále Tomislava se znaky Chorvatska, Slavonie a Dalmácie. V kostelní věži jsou umístěny dva zvony.